# Mike Johnson (football américain)
Pour les articles homonymes, voir Mike Johnson et Johnson.
 (juin 2018).
Si vous disposez d'ouvrages ou d'articles de référence ou si vous connaissez des sites web de qualité traitant du thème abordé ici, merci de compléter l'article en donnant les références utiles à sa vérifiabilité et en les liant à la section « Notes et références ».
(en) Statistiques sur pro-football-reference
Michael P. Johnson (né le 2 avril 1987 à Pensacola) est un joueur américain de football américain. Il joue actuellement avec les Falcons d'Atlanta.

## Lycée
Johnson va à la Pine Forest High School dans sa ville natale de Pensacola où il est un brillant élève. Le site de recrutement Rivals.com le classe quatre étoiles sur cinq et est classé dix-septième au classement des offensive tackle dans le pays.

## Carrière

### Université
Il fait partie des trois joueurs de l'université de l'Alabama ayant reçu le titre de All-American en 2008 avec Andre Smith et Antoine Caldwell. L'année suivante, il conserve ce titre et remporte le championnat national avec les Crimson Tide.

### Professionnel
Mike Johnson est sélectionné au troisième tour du draft de la NFL de 2010 par les Falcons d'Atlanta au 98e choix. Le 19 juin 2010, il signe un contrat avec les Falcons néanmoins, il ne joue aucun match lors de la saison 2010.